# Campeonato Mundial de Ciclismo BMX de 2027
El XXXII Campeonato Mundial de Ciclismo BMX se celebrará en Alta Saboya (Francia) en el año 2027 bajo la organización de la Unión Ciclista Internacional (UCI) y la Federación Francesa de Ciclismo.